# Minou Tavárez Mirabal
Minerva Josefina Tavárez Mirabal (Ojo de Agua, Provincia de Hermanas Mirabal; 31 de agosto de 1956), conocida como Minou, es una filóloga, profesora y política dominicana. Tavárez Mirabal se desempeñó como vicecanciller de Relaciones Exteriores en el periodo 1996-2000 y fue diputada del Distrito Nacional desde 2002 durante tres periodos consecutivos. Es fundadora y presidenta del partido Opción Democrática. En mayo de 2016 fue candidata a la presidencia del país de los partidos de la Alianza Por la Democracia (APD) y Opción Democrática (OD) en las elecciones dominicanas del 2016.

## Familia y estudios
Es hija de los abogados, políticos y héroes nacionales Manolo Tavárez Justo y Minerva Mirabal, ambos fundadores del Movimiento Revolucionario 14 de Junio que buscaba el derrocamiento del dictador Rafael Leónidas Trujillo. Su madre fue una de las víctimas de la dictadura trujillista y su padre fue fusilado por el triunvirato que derrocó al gobierno legítimo de Juan Bosch en 1963, convirtiéndose en huérfana a la edad de 7 años; sus padres son considerados como mártires y héroes nacionales. Tavárez es prima hermana de Jaime David Fernández Mirabal, exvicepresidente de la República Dominicana.
Realizó sus estudios primarios en el colegio Nuestra Señora del Sagrado Corazón de Jesús de Salcedo. Estudió idiomas, específicamente inglés y francés en el Côte-des-Neiges en Canadá.
Es licenciada en filología y egresada de la Universidad de La Habana, con una especialización en Literatura hispanoamericana; además tiene un posgrado en lingüística Hispánica y un máster en Alta Dirección Pública del Instituto Universitario de Investigación Ortega y Gasset de España.

## Vida profesional
Fue profesora y directora del Departamento de Español de la Universidad APEC en Santo Domingo. Trabajó como investigadora de literatura dominicana para el Centro de Estudios del Caribe (CEC) y de literatura hispánica para el Centro de Investigaciones Literarias (CIL) de la Casa de las Américas en La Habana, Cuba.

## Ámbito político
Fue vicecanciller de la República Dominicana para el periodo 1996-2000. En 2002 fue elegida como Diputada al Congreso de la República Dominicana para el periodo 2002-2006 y reelecta en los periodos posteriores 2006-2010 y 2010-2016 trabajando en la reforma constitucional de 2009. Ha sido Presidenta de la Comisión de Asuntos Exteriores y Cooperación Internacional de la Cámara de Diputados, y miembro de varias otras comisiones. 
Fue Vicepresidenta de la Confederación de Parlamentarios de las Américas (COPA) y miembro del Comité Ejecutivo de Parlamentarios para la Acción Global (PGA) durante el foro anual de esa organización realizada en enero de 2010. En diciembre de 2014 fue elegida Presidenta de Parlamentarios para la Acción Global cargo que asumió hasta final de su mandato en agosto de 2016.

### Fundación deOpción Democrática
El 21 de mayo del 2014 anunció su renuncia al PLD, después de 18 años de carrera en esta organización. 
El 23 de agosto de 2015 presentó su nuevo partido, Opción Democrática que tiene entre sus objetivos "promover una disminución de la desigualdad, la erradicación de la pobreza, una Justicia independiente, el respeto a las minorías, la no discriminación, garantía de los derechos individuales, desarrollo económico con justa distribución del ingreso y el ejercicio de la política como un servicio para el bien común."
En octubre de 2015 anunció que al no contar con el reconocimiento de la Junta Central Electoral pactaría con Alianza por la Democracia (APD) organización que la eligió como su candidata a la presidencia para las elecciones de mayo de 2016.
Tras varias reuniones en agosto de 2019 Opción Democrática y Alianza País solicitan una fusión ante la Junta Central Electoral a fin de participar en los comicios del 2020. A pesar de los esfuerzos, en mayo de 2022 se acuerda anular la fusión debido a la manera centralizada que se estaba llevando en Alianza País según Tavárez Mirabal. La misma se hace efectiva en agosto de 2022 por la JCE y Minou es electa como presidenta del Opción Democrática (OD).

## Publicaciones
En 2011 publicó el libro El Camino que Traigo Conmigo (Editora Impretur, Santo Domingo), compilando sus discursos y artículos de opinión.
En 2013 publicó Mañana te escribiré otra vez. Minerva y Manolo, cartas que recoge y contextualiza la correspondencia entre sus padres.

## Vida personal
Estuvo casada con el arquitecto Doroteo Rodríguez. Es madre de dos hijos, Camila Minerva y Manuel Aurelio.